# El Dique Flotante
El Dique Flotante (1899 – 1988), firma de teixits, confecció i alta costura de Barcelona, va ser una de les botigues predilectes de la burgesia de la ciutat entre 1940 i 1970.

## Història
El 1899, Joaquín Beleta Mir va obrir una botiga de roba de mariner i uniformes al barri de la Ribera de Barcelona, al Pla de Palau, núm. 1 (cantonada Canvis Vells, núm. 15). El nom de l'establiment –El Dique Flotante– prové del dic flotant que es va construir al port de la ciutat uns anys abans. El 1920, a l'entresol de l'establiment es va instal·lar una secció de vestits de mariner per a nens. La casa es va anar especialitzant en confecció infantil i també per a senyors.
El 1929 la firma va inaugurar un nou establiment al Portal de l’Àngel, núm. 9 (cantonada carrer Canuda). La decoració del local es va encarregar a Antoni Badrinas i va rebre un premi de l’Ajuntament. Quatre anys més tard s'ampliava el negoci amb l’ocupació de dos pisos del mateix edifici per a dedicar-los a la confecció a mida de dona i home.
En els catàlegs publicitaris de la firma dels anys 30 es reproduïen dibuixos de Joan Junceda, Emili Grau Sala, Josep Obiols i Evarist Móra. Aquest últim, en associació amb Josep Mir Virgili, va participar també en la decoració de les botigues de la casa entre 1939 i 1949.
El 1940, El Dique Flotante va ser un dels membres fundadors de la Cooperativa de Alta Costura, juntament amb Santa Eulàlia, Pertegaz, Asunción Bastida i Pedro Rodríguez. Un any més tard, la firma va obrir una nova botiga al passeig de Gràcia, núm. 21 (cantonada carrer Diputació) dedicada a la confecció masculina i posteriorment també una secció de nens.
Els germans Francisco i Ricardo Beleta van ser els principals responsables de les col·leccions de la firma.
El desembre de 1949 es va inaugurar un nou establiment al passeig de Gràcia, núm. 103, destinat a allotjar la secció de teixits Beltex (produïts a la fàbrica homònima que els propietaris de la casa havien fundat a Sabadell). Uns mesos més tard (l’octubre del 1950) es va destinar al mateix local un nou espai per a l’alta costura femenina. El 1964 es va obrir una secció infantil al carrer Roselló, 257.
El 1965, la casa va ser present a la Fira Mundial de Nova York del 1964-65, com a representant de l’alta costura de Barcelona, juntament amb Santa Eulalia i Pedro Rodríguez.
Durant la dècada de 1970 la firma es va decantar cap al prêt à porter. El 1968 va tancar la botiga de Portal de l’Àngel i el 1988 la resta d’establiments.